# Microlestes luctuosus
Microlestes luctuosus es una especie de escarabajo de la familia Carabidae.

## Distribución geográfica
Se distribuye por el paleártico: sur de Europa, el norte de África, las islas Canarias (España) y Madeira (Portugal) y la mitad occidental de Asia.